# Königin-Emma-Brücke

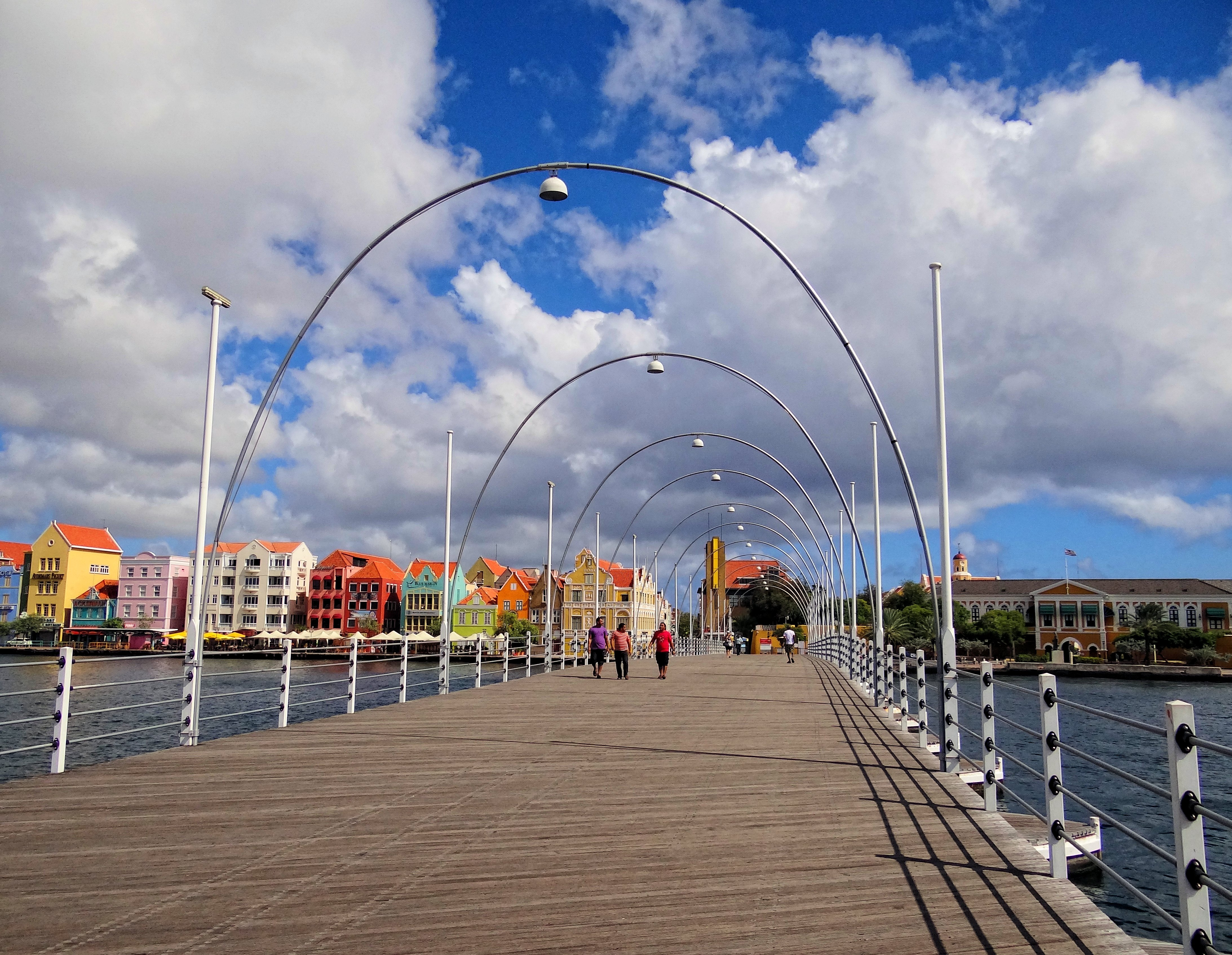
Königin-Emma-Brücke in Willemstad

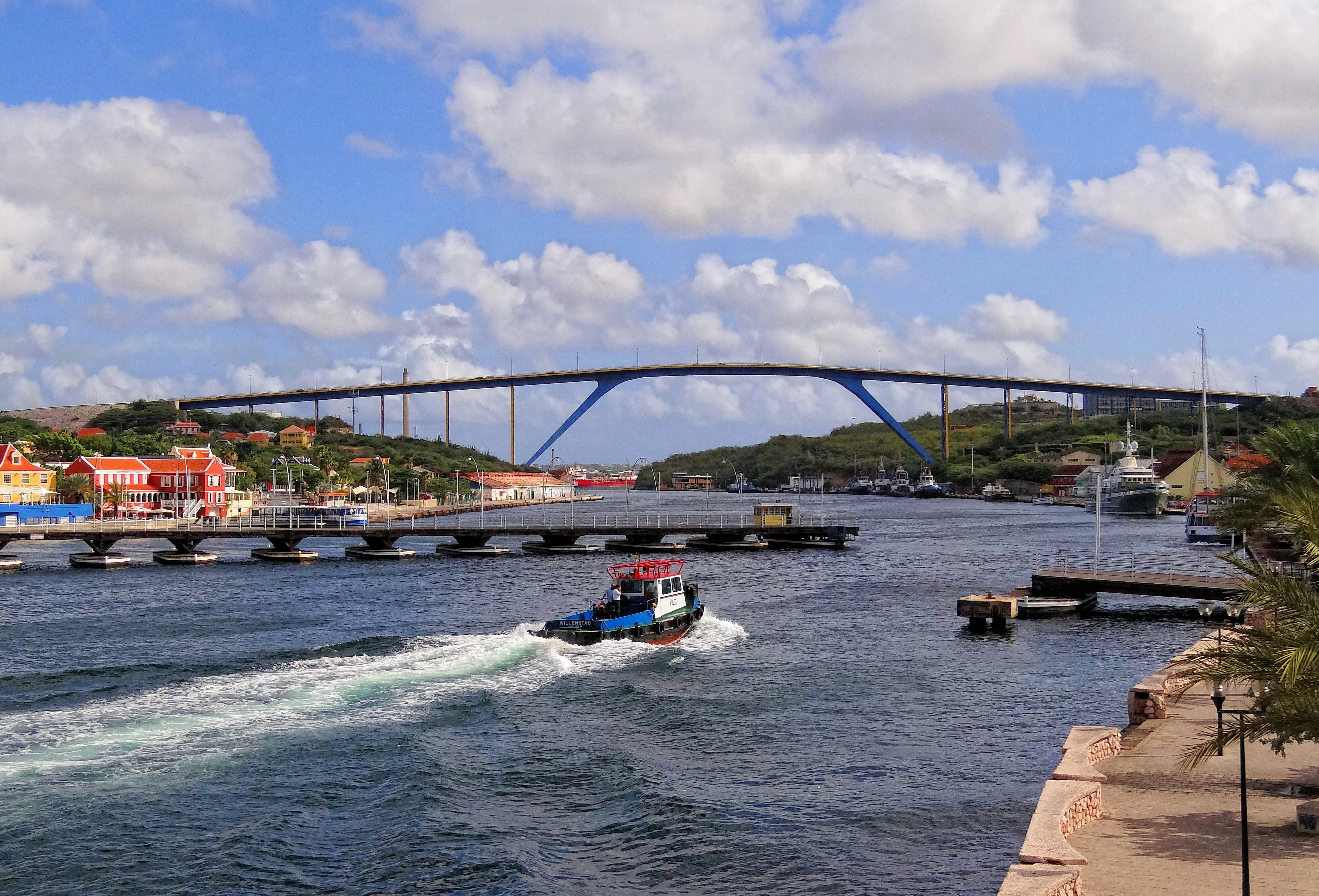
Geöffnete Königin-Emma-Brücke in Willemstad (im Hintergrund die Königin-Juliana-Brücke)

Die Königin-Emma-Brücke (niederländisch Koningin Emmabrug) oder „Pontjesbrug“ ist eine charakteristische Pontonbrücke im Zentrum von Willemstad auf Curaçao. Sie treibt auf der „Sint Annabaai“ und verbindet die Stadtteile Punda und Otrabanda. Die Brücke ist keine feste Uferverbindung, sondern kann von Otrabanda aus an das Ufer gedreht werden, um die Durchfahrt zwischen der Karibik und der St-Anna-Bucht zu ermöglichen. Daher kommt auch der Spitzname Swinging Old Lady (‚Schaukelnde alte Dame‘). Diese Konstruktion ist einzigartig in der Welt.
Bei Öffnung der Brücke kann das andere Ufer über eine kostenlose Fährverbindung erreicht werden.
Die Brücke wurde 1888 erbaut und 1939 und 2006 komplett erneuert. Benannt wurde sie nach der niederländischen Königin Emma. 
Zu Beginn war die Königin-Emma-Brücke zollpflichtig. Nur Personen ohne Schuhe durften die Brücke kostenlos überqueren.
Heutzutage dürfen Fußgänger auf der Brücke auch während des Öffnungs- und Schließvorganges bleiben, wenn sie sich weit genug vom offenen Ende (durch einen gelben Strich markiert) aufhalten.